# Tabiteuea
Tabiteuea, früher auch: Drummond’s Island, ist der Name eines Atolls im pazifischen Archipel der Gilbertinseln. Das Atoll gehört zum Staat Kiribati und liegt südlich des Hauptstadt-Atolls Tarawa.
Tabiteuea bedeutet auf Kiribatisch „Land ohne Häuptlinge“. Dies begründet sich dadurch, dass die Bevölkerung der Inseln schon immer egalitär eingestellt war.
Das Atoll besteht aus vielen kleinen Inseln und zwei Hauptinseln, die sich an der Ostseite des Atolls von Nordwest nach Südost ziehen. Der nördliche Teil einschließlich der Hauptinsel Nuribenua hat eine Fläche von 25,78 km² und im Jahr 2020 eine Bevölkerung von 4181 Menschen. Der südliche Teil einschließlich der Insel Buariki ist 11,85 km² groß und hat 1356 Einwohner. Die Nordinsel Nuribenua ist über eine schmale Landzunge direkt südlich des Flugplatzes mit der südlich gelegenen, etwas kleineren Insel Tauma verbunden.
Aufgrund der Entfernung der beiden Hauptinseln zueinander gibt es auf diesem Atoll zwei Flugplätze: Tabiteuea Nord und Tabiteuea Süd.
Am Ende des 19. Jahrhunderts waren die Inseln Schauplatz eines Glaubenskriegs, als die zum Christentum konvertierte Bevölkerung der Nordinsel die Südinsel eroberte, deren Bevölkerung nicht konvertiert war, sondern immer noch die traditionelle Religion ausübte.

## Persönlichkeiten
- Koru Tito (1960–2022), römisch-katholischer Geistlicher und designierter Bischof von Tarawa und Nauru